# Hans Conried
Hans Georg Conried Jr. (Baltimora, 15 aprile 1917 – Burbank, 5 gennaio 1982) è stato un attore, comico e doppiatore statunitense.

## Biografia

### I primi anni
Nato a Baltimora, Maryland, da Hans Georg Conried e da sua moglie, Edith Gildersleeve. La famiglia di suo padre, di origini ebree, era originaria dell'Austria ed era giunta nel Nuovo Mondo nel Seicento. Hans crebbe nella città natale per poi trasferirsi a New York. Studiò in seguito alla Columbia University e recitò i primi ruoli in teatro interpretando parti classiche. Lavorò per un certo tempo alla radio prima di dedicarsi al cinema nel 1939.
Nel settembre del 1944 venne coscritto come militare per la seconda guerra mondiale e si portò per il periodo di addestramento a Fort Knox dove venne formato per divenire carrista ma, data la sua altezza, venne destinato all'artiglieria e venne inviato nelle Filippine dove rimase sino a quando l'amico e attore Jack Kruschen non gli ottenne di lavorare per l'Armed Forces Radio Network. Fu anche un membro della compagnia teatrale di Orson Welles al Mercury Theatre.

### Carriera
Conried recitò in molti programmi radiofonici durante gli anni quaranta e cinquanta, tra i più noti dei quali si ricordano il George Burns & Gracie Allen Show, dove interpretava il ruolo di uno psichiatra a cui Burns si rivolgeva per curare la Allen. L'anno della sua consacrazione teatrale fu il 1953, quando debuttò a Broadway con il musical Can-Can, e recitò anche in sei film (tra i quali The Twonky). Tra le altre produzioni di Broadway legate al suo nome si ricordano 70, Girls, 70 e Irene.
Conried era noto in modo particolare nell'ambiente cinematografico per la sua impeccabile dizione che non lasciava assolutamente trasparire alcun accento dialettale della madrepatria, e per questo venne scelto per interpretare il Professor Kopokin nello spettacolo radiofonico My Friend Irma, dando la voce anche a molti "cattivi" del grande schermo come Capitan Uncino in Le avventure di Peter Pan (1953) di Walt Disney e in Grinch Night (1977), musical di animazione scritto dal fumettista Dr. Seuss. Secondo il commento dei produttori di Futurama, a lui si sarebbero ispirati i creatori del personaggio "Robot Devil".
Conried divenne anche membro dellaThe Rocky and Bullwinkle Show, dando voce a Snidely Whiplash nel Dudley Do-Right e nel The Woody Woodpecker Show ed a zio Waldo P. Wigglesworth in Hoppity Hooper. Divenne conosciuto nel ruolo del patriarca, lo zio Tonoose, nella sitcom Make Room for Daddy, ruolo che recitò per ben 13 anni. Partecipò regolarmente anche al Tonight Show di Jack Paar dal 1959 al 1962. La sua indole spiritosa, irriverente ed allo stesso tempo fredda e calcolatrice, lo distinse soprattutto nel personaggio del Dottor Terwilliker nel film Le 5000 dita del Dr.T (1953) di Roy Rowland, adattamento dell'opera di Dr. Seuss, che lo consacrò come uno dei personaggi "cattivi" meglio caratterizzati di tutta la storia del cinema americano di fantasia degli anni '50.

### Televisione
Tra le altre, partecipò anche alle serie I Monkees, Lucy ed io, The Many Loves of Dobie Gillis, Mister Ed, Ben Casey, Il dottor Kildare, Lost in Space, The Beverly Hillbillies, Gilligan's Island, Love, American Style, Kolchak: The Night Stalker, Laverne & Shirley, Love Boat, Gli eroi di Hogan e Fantasilandia. Fu ospite anche a Fractured Flickers.

### Morte
Conried morì improvvisamente il 5 gennaio 1982, a causa di un incidente cardiovascolare insospettato. Il 29 gennaio 1942 aveva sposato Margaret Grant e proprio in quel fatale 1982 la coppia avrebbe festeggiato, dopo sole 3 settimane dal decesso di Conried, il 40º anno di matrimonio. La coppia ebbe quattro figli. In base ad un testamento scritto dallo stesso Conried, dopo la morte il suo corpo venne donato alla scienza.

## Filmografia parziale

### Cinema
- Passione ardente (Dramatic School), regia di Robert B. Sinclair (1938)
- Questo mondo è meraviglioso (It's a Wonderful World) (1939)
- On Borrowed Time, regia di Harold S. Bucquet (1939)
- Dulcy, regia di S. Sylvan Simon (1940)
- Il grande dittatore (The Great Dictator), regia di Charles Chaplin (1940)
- Tzigana (Bitter Sweet), regia di W. S. Van Dyke (1940)
- Maisie Was a Lady, regia di Edwin L. Marin (1941)
- More About Nostradamus, regia di David Miller - cortometraggio (1941)
- Underground, regia di Vincent Sherman (1941)
- Unexpected Uncle, regia di Peter Godfrey (1941)
- Weekend for Three, regia di Irving Reis (1941)
- The Gay Falcon, regia di Irving Reis (1941)
- A Date with the Falcon, regia di Irving Reis (1941)
- L'ora del destino (Joan of Paris), regia di Robert Stevenson (1942)
- Blondie's Blessed Event, regia di Frank R. Strayer (1942)
- Sabotatori (Saboteur), regia di Alfred Hitchcock (1942)
- The Wife Takes a Flyer, regia di Richard Wallace (1942)
- Pacific Rendezvous, regia di George Sidney (1942)
- The Falcon Takes Over, regia di Irving Reis (1942)
- Dedizione (The Big Street), regia di Irving Reis (1942)
- The Greatest Gift, regia di Harold Daniels (1942) (cortometraggio)
- Fuggiamo insieme (Once Upon a Honeymoon), regia di Leo McCarey (1942)
- Incubo (Nightmare), regia di Tim Whelan (1942)
- Underground Agent, regia di Michael Gordon (1942)
- Hitler's Children, regia di Edward Dmytryk e, non accreditato, Irving Reis (1943)
- Terrore sul Mar Nero (Journey Into Fear), regia di Norman Foster (1943)
- Hostages, regia di Frank Tuttle (1943)
- La signorina e il cowboy (A Lady Takes a Chance), regia di William A. Seiter (1943)
- Crazy House, regia di Edward F. Cline (1943)
- Le conseguenze di un bacio (His Butler's Sister), regia di Frank Borzage (1943)
- Il giuramento dei forzati (Passage to Marseille), regia di Michael Curtiz (1944)
- La signora Parkington (1944)
- Sliphorn King of Polaroo (1945) (cortometraggio) (voce)
- The Senator Was Indiscreet (1947)
- Design for Death - documentario (1947) (narratore)
- Variety Time (1948)
- I Barkleys di Broadway (1949)
- La mia amica Irma (My Friend Irma), regia di George Marshall (1949)
- Questo me lo sposo io (1949)
- Un giorno a New York (1949)
- Nancy va a Rio (1950)
- L'allegra fattoria (1950)
- La roccia di fuoco (1951)
- Ricca, giovane e bella (1951)
- Il cane dello sposa (1951)
- La sirena del circo (1951)
- L'ingenua maliziosa (1951)
- L'immagine meravigliosa (1951)
- I'll See You in My Dreams (1951)
- Il mondo nelle mie braccia (1952)
- Three for Bedroom "C" (1952)
- Marijuana (1952)
- Caccia a tempo di valzer (Johann Mouse), regia di William Hanna e Joseph Barbera (1952) (cortometraggio) (voce)
- Le avventure di Peter Pan (1953) - voce
- The Emperor's New Clothes (1953) (cortometraggio) - voce
- Napoletani a Bagdad (Siren of Bagdad) di Richard Quine (1953)
- Le 5000 dita del Dr. T (1953)
- The Affairs of Dobie Gillis (1953)
- Il mio amico Beniamino (Ben and Me) (1953) (cortometraggio) (voce)
- The Twonky (1953)
- Le avventure di Davy Crockett (Davy Crockett, King of the Wild Frontier), regia di Norman Foster (1955)
- Il nipote picchiatello (1955)
- Le tre notti di Eva (1956)
- Fermata d'autobus (1956)
- Carnival in Munich (1956) (cortometraggio) (narratore)
- Il mostro che sfidò il mondo (1957)
- The Story of Anyburg U.S.A. (1957) (cortometraggio) (voce)
- Il pilota razzo e la bella siberiana (1957)
- The Big Beat (1958)
- Il balio asciutto (Rock-a-Bye Baby), regia di Frank Tashlin (1958)
- Juke Box Rhythm (1959)
- La principessa e lo stregone (1959) (voce)
- The Magic Fountain (1961) (voce)
- My Six Loves (1963)
- I 4 di Chicago (1964)
- Jerry 8¾ (1964)
- Wake Me When the War Is Over - film TV (1969)
- Horton Hears a Who (1970) (cortometraggio TV) (voce)
- Il casello fantasma (1970) (voce)
- The Brothers O'Toole (1973)
- Dr. Seuss on the Loose (1973) (cortometraggio TV) (voce)
- Quello strano cane... di papà (The Shaggy D.A.) (1976)
- Ivan e il pony magico (1977) (voce)
- The Hobbit - film TV (1977) (voce)
- Il gatto venuto dallo spazio (The Cat from Outer Space), regia di Norman Tokar (1978)
- Oh, God! Book II (1980)

### Televisione
- The 20th Century-Fox Hour – serie TV, episodio 1x06 (1955)
- Climax! – serie TV, episodio 4x03 (1957)
- June Allyson Show (The DuPont Show with June Allyson) – serie TV, episodio 2x20 (1961)
- The Trolls and the Christmas Express - film TV (1981) (voce)
- Faeries (1981) (cortometraggio TV) (voce)
- ABC Weekend Specials - serie TV, 2 episodi (1980-1982) (voce)

## Doppiatori italiani
- Stefano Sibaldi in Il mondo nelle mie braccia, Il nipote picchiatello
- Adolfo Geri in Passione ardente
- Giuseppe Rinaldi in Questo mondo è meraviglioso
- Gianfranco Bellini in Dedizione
- Corrado Racca in La signorina e il cow-boy
- Renato Turi in Le avventure di Davy Crockett
- Lauro Gazzolo in Il mostro che sfidò il mondo
- Augusto Marcacci in Il pilota razzo e la bella siberiana
- Bruno Persa in I 4 di Chicago
- Nando Gazzolo in Jerry 8¾
- Giorgio Piazza in Quello strano cane... di papà
- Sergio Fiorentini in Il gatto venuto dallo spazio

Da doppiatore è sostituito da:
- Stefano Sibaldi in Le avventure di Peter Pan (Capitan Uncino, doppiaggio originale)
- Nino Pavese in Le avventure di Peter Pan (Agenore Darling, doppiaggio originale)
- Renato Turi in Il mio amico Beniamino
- Giuseppe Rinaldi in Le avventure di Peter Pan (Capitan Uncino, ridoppiaggio)
- Raffaele Uzzi in Le avventure di Peter Pan (Agenore Darling, ridoppiaggio)
- Franco Latini in Caccia a tempo di valzer
- Dario Penne in La storia di una città qualsiasi